# 선우경
선우경(1971년 4월 2일 ~ )은 대한민국의 전 아나운서, 방송인이다.

## 개요
- 1994년 KBS 20기 공채 아나운서로 입사해서 KBS부산방송총국에서 근무하다가, 1997년 iTV 경인방송이 개국하면서 iTV 아나운서로 이적했다. 2004년 iTV 경인방송의 TV 방송이 폐국한 후에도 라디오에서 활동하다가 2006년에 퇴사한 후에는 프리랜서 방송인으로 활동 중이다.

## 학력
- 연세대학교 신문방송학과 학사
- 연세대학교 대학원 언론홍보학과 석사

## 방송 진행

### TV
- KBS1 《KBS 부산창작동요대회》
- KBS1 《신나는 날 즐거운 날》
- KBS1 《6시 내고향 부산》
- 1999년 iTV 《iTV 뉴스10》
- 2000년 iTV 《특급증권정보》
- 2001년 iTV 《선택! 행복한 아침》
- KTV 《생방송 정보와이드》

### 라디오
- 2004년 iTV iFM 《이규석, 선우경의 유쾌한 오후4시》
- 2005년 iTV iFM 《전승희, 선우경의 신나는 라디오》
- 2011년 TBN 《이하원, 선우경의 TBN 차차차》
- 2013년 TBN 《심현섭, 선우경의 신나는 운전석》
- 2020년 TBN 《TBN 교통시대》
- 2021년 TBN 《신나는 운전석》
- 2022년 TBN 《선우경의 주말특급》